# Tucker Poolman
Tucker Poolman, född 8 juni 1993, är en amerikansk professionell ishockeyback som spelar för Winnipeg Jets i National Hockey League (NHL). Han har tidigare spelat på lägre nivåer för North Dakota Fighting Hawks (University of North Dakota) i National Collegiate Athletic Association (NCAA), Omaha Lancers i United States Hockey League (USHL) och Wichita Falls Wildcats i North American Hockey League (NAHL).
Poolman draftades i femte rundan i 2013 års draft av Winnipeg Jets som 127:e spelare totalt.

## Statistik
| 2008–2009   | East Grand Forks High       |             | 25  | 3  | 4  | 7  | 2  | — | — | — | — | — |
| 2009–2010   | East Grand Forks High       |             | 25  | 3  | 7  | 10 | 10 | 2 | 0 | 2 | 2 | 0 |
| 2010–2011   | East Grand Forks High       |             | 23  | 5  | 17 | 22 | 13 | 2 | 0 | 0 | 0 | 0 |
|             | Great Plains                |             | 16  | 2  | 3  | 5  | 4  | 3 | 0 | 0 | 2 | 2 |
| 2011–2012   | Wichita Falls Wildcats      | NAHL        | 59  | 7  | 22 | 29 | 29 | — | — | — | — | — |
| 2012–2013   | Omaha Lancers               | USHL        | 64  | 14 | 14 | 28 | 49 | — | — | — | — | — |
| 2013–2014   | Omaha Lancers               | USHL        | 58  | 15 | 26 | 41 | 23 | 4 | 1 | 3 | 4 | 4 |
| 2014–2015   | North Dakota Fighting Hawks | NCAA        | 40  | 8  | 10 | 18 | 16 | — | — | — | — | — |
| 2015–2016   | North Dakota Fighting Hawks | NCAA        | 40  | 5  | 19 | 24 | 4  | — | — | — | — | — |
| 2016–2017   | North Dakota Fighting Hawks | NCAA        | 38  | 7  | 23 | 30 | 14 | — | — | — | — | — |
| 2017–2018   | Winnipeg Jets               | NHL         | 1   | 0  | 0  | 0  | 0  | — | — | — | — | — |
| NHL totalt  | NHL totalt                  | NHL totalt  | 1   | 0  | 0  | 0  | 0  | — | — | — | — | — |
| NCAA totalt | NCAA totalt                 | NCAA totalt | 118 | 20 | 52 | 72 | 34 | — | — | — | — | — |
| USHL totalt | USHL totalt                 | USHL totalt | 122 | 29 | 40 | 69 | 72 | 4 | 1 | 3 | 4 | 4 |